# Перламутровка зеленоватая
Перламутровка зеленоватая или Перламутровка Лаодика (лат. Argynnis laodice) — дневная бабочка из семейства нимфалид.

## Этимология латинского названия
Лаодика в греческой мифологии — самая красивая из дочерей Приама и Гекубы, жена Геликаона.

## Описание
Длина переднего крыла 26—35 мм. Нижняя сторона крыльев по внешней стороне красновато-бурая, внутренняя часть — жёлтая. Обе эти части отделены друг от друга рядом белых пятен, которые порой могут образовывать сплошную перевязь. Имеется ряд географических форм.

## Размножение
Гусеница чёрно-серого цвета с жёлтой разорванной полосой на спине, с шестью тёмными пятнами по бокам тела. Голова гусеницы красновато-серая. Стадия гусеницы с августа по июль следующего года. Гусеницы питаются ночью, а день проводят в укрытиях. Зимует гусеница раннего возраста. В Северной и Центральной Европе гусеницы питаются на фиалке болотной и собачьей (Viola palustris, Viola canina). Гусеницы окукливаются на стеблях растений вблизи от поверхности земли. Куколка темно-бурая, в мелкую чёрную полоску, блестящая.

## Ареал
Средняя и Восточная Европа, юго-запад Западной Сибири, Приморье, Приамурье, Средний Урал, северо-запад Казахстана, Северо-восточный Китай, Корея, Япония, Сахалин, южные Курильские острова.

## Местообитание
Населяет сырые луговины по опушкам, поляны, долины рек в сосновых и смешанных лесах. Также встречается на полянах, обочинах лесных дорог, в смешанных и хвойных лесах (особенно среди зарослей ежевики), заболоченные луга, на переходных участках к верховым болотам. В Карпатских горах поднимается выше 500 м над ур. м.

## Биология
Перламутровка зеленоватая развиваются в одном поколении. Лёт бабочек имаго с начала июля до конца августа, в Карпатах лёт растянут до начала сентября. Пик периода лёта припадает на последнюю декаду июля и первую декаду августа. Вместе с другими крупными видами перламутровок в солнечную погоду питается на крупных соцветиях сложноцветных и зонтичных растений.

## Подвиды
- Argyronome laodice laodice
- Argyronome laodice ferruginea (Watkins, 1924)
- Argyronome laodice fletcheri (Watkins, 1924)
- Argyronome laodice huochengice (Huang et Murayama)
- Argyronome laodice japonica (Ménétriés, 1857)
- Argyronome laodice rudra (Moore, 1858)
- Argyronome laodice samana (Fruhstorfer, 1907)
- Argyronome laodice tomaridice (Bryk, 1942)

## Замечания по охране
Внесена в Красную книгу европейских бабочек, Красные книги Среднего Урала и Курганской области. Включен в Красную книгу Московской области, Россия (1998) (2 категория). Отнесена к категории исчезающих или находящихся под угрозой исчезновения видов в Словакии, Венгрии и Польше.